# Zweden op de Olympische Zomerspelen 1988
Zweden nam deel aan de Olympische Zomerspelen 1988 in Seoel, Zuid-Korea.

## Medailleoverzicht
| Sport       | Olympiër                                              | Onderdeel                           | Medaille |
| ----------- | ----------------------------------------------------- | ----------------------------------- | -------- |
| Boksen      | George Cramne                                         | lichtgewicht (tot 60 kg) (m)        | Zilver   |
| Schietsport | Ragnar Skanåker                                       | vrij pistool 50 m (m)               | Zilver   |
| Zwemmen     | Anders Holmertz                                       | 200 m vrije slag (m)                | Zilver   |
| Zeilen      | Marit Söderström Birgitta Bengtsson                   | 470 klasse (v)                      | Zilver   |
|             |                                                       |                                     |          |
| Atletiek    | Patrik Sjöberg                                        | hoogspringen (m)                    | Brons    |
| Boksen      | Lars Myrberg                                          | halfweltergewicht (tot 63.5 kg) (m) | Brons    |
| Tafeltennis | Erik Lindh                                            | enkelspel (m)                       | Brons    |
| Tennis      | Stefan Edberg                                         | enkelspel (m)                       | Brons    |
| Tennis      | Stefan Edberg Anders Järryd                           | dubbelspel (m)                      | Brons    |
| Wielersport | Björn Johansson Jan Karlsson Michel Lafis Anders Jarl | ploegentijdrit (m)                  | Brons    |
| Worstelen   | Tomas Johansson                                       | Grieks-Romeins, tot 130 kg (m)      | Brons    |

## Deelnemers en resultaten
(m) = mannen, (v) = vrouwen

### Atletiek
- Patrik Sjöberg
- Peter Borglund
- Kjell Bystedt
- Jonny Danielson
- Bo Gustafsson
- Tore Gustafsson
- Stefan Johansson
- Mikael Olander
- Evy Palm
- Dag Wennlund

### Handbal

#### Mannentoernooi
- Björn Jilsén
- Claes Hellgren
- Erik Hajas
- Johan Eklund
- Magnus Wislander
- Mats Fransson
- Mats Olsson
- Ola Lindgren
- Peder Järphag
- Per Carlén
- Per Carlsson
- Staffan Olsson
- Sten Sjögren
- Pär Jilsén

### Judo
- Lars Adolfsson
- Anders Dahlin

### Moderne vijfkamp
- Svante Rasmuson
- Jan-Erik Danielsson
- Roderick Martin

### Paardensport
- Ulla Håkansson
- Louise Nathhorst
- Lars Andersson
- Eva Lindsten

### Tafeltennis
- Erik Lindh
- Jörgen Persson
- Jan-Ove Waldner
- Mikael Appelgren

### Tennis
- Stefan Edberg
- Anders Järryd
- Catarina Lindqvist

### Voetbal

#### Mannentoernooi
- Eerste ronde (Groep A)

|                                                   |                                   |        |                                          |                                                                                       |
| 17 september Groep A «onderlinge duels» 19:00 uur | Zweden                            | 2 – 2  | Tunesië                                  | Daegu Civic Stadium, Daegu Toeschouwers: 20.000 Scheidsrechter: Edgardo Codesal (MEX) |
| 17 september Groep A «onderlinge duels» 19:00 uur | Jonas Thern 44' Jan Hellström 45' | Report | 16' Tarek Dhiab 43' (pen.) Nabil Maaloul | Daegu Civic Stadium, Daegu Toeschouwers: 20.000 Scheidsrechter: Edgardo Codesal (MEX) |

|                                                   |                                  |        |       |                                                                                   |
| 19 september Groep A «onderlinge duels» 19:00 uur | Zweden                           | 2 – 0  | China | Daegu Civic Stadium, Daegu Toeschouwers: 17.000 Scheidsrechter: Badara Sene (SEN) |
| 19 september Groep A «onderlinge duels» 19:00 uur | Peter Lönn 19' Jan Hellström 42' | Report |       | Daegu Civic Stadium, Daegu Toeschouwers: 17.000 Scheidsrechter: Badara Sene (SEN) |

|                                                   |                                  |        |                  |                                                                                          |
| 21 september Groep A «onderlinge duels» 19:00 uur | Zweden                           | 2 – 1  | West-Duitsland   | Daegu Civic Stadium, Daegu Toeschouwers: 17.000 Scheidsrechter: Kurt Röthlisberger (SUI) |
| 21 september Groep A «onderlinge duels» 19:00 uur | Leif Engqvist 64' Peter Lönn 85' | Report | 60' Fritz Walter | Daegu Civic Stadium, Daegu Toeschouwers: 17.000 Scheidsrechter: Kurt Röthlisberger (SUI) |

|                                                       |                   |        |                                            |                                                                                     |
| 25 september Kwartfinale «onderlinge duels» 19:00 uur | Zweden            | 1 – 2  | Italië                                     | Daegu Civic Stadium, Daegu Toeschouwers: 11.000 Scheidsrechter: Gérard Biguet (FRA) |
| 25 september Kwartfinale «onderlinge duels» 19:00 uur | Jan Hellström 84' | Report | 50' Pietro Paolo Virdis 98' Massimo Crippa | Daegu Civic Stadium, Daegu Toeschouwers: 11.000 Scheidsrechter: Gérard Biguet (FRA) |

- Selectie
  - (1) Sven Andersson
  - (2) Sulo Vaattovaara
  - (3) Peter Lönn
  - (4) Göran Arnberg
  - (5) Roland Nilsson
  - (6) Jonas Thern
  - (7) Leif Engqvist
  - (8) Michael Andersson
  - (9) Joakim Nilsson
  - (10) Anders Limpar
  - (11) Håkan Lindman
  - (12) Bengt Nilsson
  - (13) Martin Dahlin
  - (14) Hans Eskilsson
  - (15) Jan Hellström
  - (16) Roger Ljung
  - (17) Lars Eriksson
  - (18) Ola Svensson
  - (19) Anders Palmér
  - (20) Stefan Rehn
- Bondscoach
  - Benny Lennartsson

### Volleybal

#### Mannentoernooi
- Wedstrijden

| Datum                                      | Tijd    |             | Score   |            | Set 1   | Set 2   | Set 3   | Set 4   | Set 5   |
| Groep A                                    | Groep A | Groep A     | Groep A | Groep A    | Groep A | Groep A | Groep A | Groep A | Groep A |
| ------------------------------------------ | ------- | ----------- | ------- | ---------- | ------- | ------- | ------- | ------- | ------- |
| 17 september                               | 16:30   | Zweden      | 3–2     | Zuid-Korea | 10–15   | 5–15    | 15–12   | 17–15   | 15–4    |
| 19 september                               | 12:00   | Sovjet-Unie | 3–0     | Zweden     | 15–8    | 15–7    | 16–14   |         |         |
| 22 september                               | 14:30   | Italië      | 3–2     | Zweden     | 9–15    | 15–6    | 12–15   | 15–12   | 15–3    |
| 24 september                               | 16:30   | Brazilië    | 3–1     | Zweden     | 15–6    | 13–15   | 15–0    | 15–12   |         |
| 26 september                               | 20:30   | Zweden      | 3–0     | Bulgarije  | 15–11   | 15–12   | 15–8    |         |         |
| Plaatsingswedstrijden (5de tm 8ste plaats) |         |             |         |            |         |         |         |         |         |
| 28 september                               | 20:30   | Nederland   | 3–2     | Zweden     | 15–10   | 13–15   | 8–15    | 15–11   | 16–14   |
| 1 oktober                                  | 09:45   | Zweden      | 3–2     | Frankrijk  | 12–15   | 15–5    | 8–15    | 15–12   | 15–12   |

- Selectie
  - Håkan Björne
  - Bengt Gustafson
  - Jan Hedengård
  - Tomas Hoszek
  - Patrik Johansson
  - Jannis Kalmazidis
  - Mats Karlsson
  - Urban Lennartsson
  - Anders Lundmark
  - Lars Nilsson
  - Per-Anders Sääf
  - Peter Tholse
- Bondscoach
  - Anders Kristiansson

Afghanistan · Algerije · Amerikaanse Maagdeneilanden · Amerikaans-Samoa · Andorra · Angola · Antigua en Barbuda · Argentinië · Aruba · Australië · Bahama’s · Bahrein · Bangladesh · Barbados · België · Belize · Benin · Bermuda · Bhutan · Birma · Bolivia · Bondsrepubliek Duitsland · Botswana · Brazilië · Britse Maagdeneilanden · Brunei · Bulgarije · Burkina Faso · Canada · Centraal-Afrikaanse Republiek · Chili · China · Chinees Taipei · Colombia · Congo-Brazzaville · Cookeilanden · Costa Rica · Cyprus · Denemarken · Djibouti · Dominicaanse Republiek · Duitse Democratische Republiek · Ecuador · Egypte · El Salvador · Equatoriaal-Guinea · Fiji · Filipijnen · Finland · Frankrijk · Gabon · Gambia · Ghana · Grenada · Griekenland · Groot-Brittannië · Guam · Guatemala · Guinee · Guyana · Haïti · Honduras · Hongarije · Hongkong · Ierland · IJsland · India · Indonesië · Irak · Iran · Israël · Italië · Ivoorkust · Jamaica · Japan · Joegoslavië · Jordanië · Kaaimaneilanden · Kameroen · Kenia · Koeweit · Laos · Lesotho · Libanon · Liberia · Libië · Liechtenstein · Luxemburg · Malawi · Malediven · Maleisië · Mali · Malta · Marokko · Mauritanië · Mauritius · Mexico · Monaco · Mongolië · Mozambique · Nederland · Nederlandse Antillen · Nepal · Nieuw-Zeeland · Niger · Nigeria · Noord-Jemen · Noorwegen · Oeganda · Oman · Oostenrijk · Pakistan · Panama · Papoea-Nieuw-Guinea · Paraguay · Peru · Polen · Portugal · Puerto Rico · Qatar · Roemenië · Rwanda · Saint Vincent en de Grenadines · Salomonseilanden · Samoa · San Marino · Saoedi-Arabië · Senegal · Sierra Leone · Singapore · Soedan · Somalië · Sovjet-Unie · Spanje · Sri Lanka · Suriname · Swaziland · Syrië · Tanzania · Thailand · Togo · Tonga · Trinidad en Tobago · Tsjaad · Tsjecho-Slowakije · Tunesië · Turkije · Uruguay · Vanuatu · Venezuela · Verenigde Arabische Emiraten · Verenigde Staten · Vietnam · Zaïre · Zambia · Zimbabwe · Zuid-Jemen · Zuid-Korea · Zweden · Zwitserland